# Хью Линкольнский (епископ)
Святой Хью Линкольнский (англ. Hugh of Lincoln), также известный как Хью Авалонский (англ. Hugh of Avalon; ок. 1135—1140 — 16 ноября 1200) — бенедиктинский и картезианский монах родом из Франции, епископ Линкольна в королевстве Англия и католический святой. Во время Реформации был самым почитаемым английским святым после Томаса Бекета.
Его праздник отмечается католиками 16 ноября и англиканами 17 ноября.

## Биография
Хью родился в шато Авалона на границе Дофине с Савойей в семье Гийома, сеньора Авалона. Его мать Энн де Тейс умерла, когда мальчику было восемь лет; поскольку его отец был военным, ребёнка отослали учиться в пансион. Когда Гийом удалился в августинский монастырь Виллар-Бенуа недалеко от Гренобля, он взял с собой и сына.
В 15-летнем возрасте Хью стал послушником, и через четыре года был рукоположён в сан диакона. Около 1159 года был назначен настоятелем близлежащего монастыря Сен-Максимен, предположительно уже в сане священника. Он покинул орден бенедиктинцев и присоединился к картезианцам в Гранд-Шартрёз. Хью возвысился до прокуратора ордена, и оставался в этой должности он служил до тех пор, пока в 1179 году его не послали стать приором первого картезианского монастыря в Англии — в Уитеме, графство Сомерсет.
Этот монастырь был основан королём Англии Генрихом II в качестве искупления за убийство Томаса Бекета. Монахов привезли из Гранд-Шартрёз, однако вскоре возникли трудности со строительством, и первый настоятель был отправлен в отставку, а второй быстро умер. По особой просьбе короля Хью, о котором монарх узнал от одного из придворных, был назначен настоятелем.
По приезде, Хью обнаружил монахов в очень тяжёлом положении, живущими в бревенчатых хижинах; у них не было никаких планов относительно строительства монастыря. Он ходатайствовал перед королём о королевском покровительстве, и 6 января 1182 года Генрих издал хартию о пожертвовании для монастыря Уитема. Первым делом Хью подготовил планы основного здания монастыря и представил их королю, поставив условием полную компенсацию всем арендаторам, которых придётся выселить, чтобы освободить место для здания. Хью руководил монастырём до 1186 года и под его руководством община сильно разрослась. Сюда часто приезжал король Генрих, поскольку монастырь находился недалеко от королевских охотничьих угодий в Селвудском лесу.

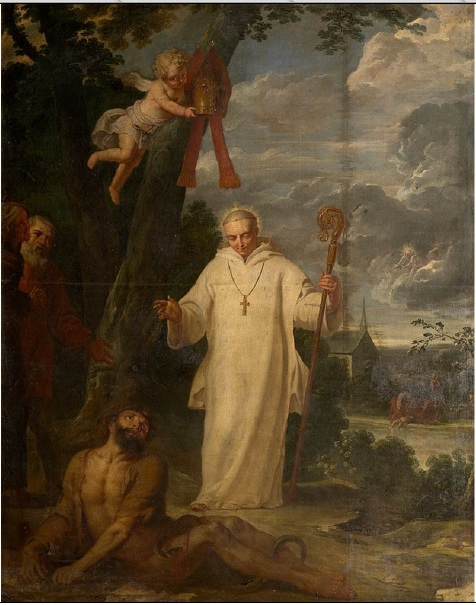
Чудеса святого Хью (Эразм Квеллин Младший, первая половина XVII века)

Хью выговаривал Генриху за то, что тот старался держать должности епископов вакантными, чтобы доход поступал прямиком в королевскую канцелярию. В мае 1186 года король созвал совет епископов и баронов в аббатстве Эйншем, чтобы обсудить состояние церкви и назначение епископов на вакантные престолы, включая Линкольн. 25 мая 1186 года капитул Линкольна избрал Хью, однако святой настоял на повторных выборах канониками, причём в Линкольна, а не в королевской часовне. Его избрание было подтверждено.
Хью был рукоположён 21 сентября 1186 года в Вестминстерском аббатстве. Почти сразу он продемонстрировал независимость от короля, отлучив королевского лесника от церкви и отказавшись принять одного из ставленников Генриха в качестве пребендария Линкольна, при этом смягчив гнев короля тактом и дипломатическим искусством. Хью увидел Генриха во время охоты и был встречен суровым молчанием. Он подождал несколько минут, и король потребовал иглу, чтобы зашить кожаную повязку на палец. На это Хью с обаятельной усмешкой заметил: «Как сильно вы напоминаете мне своих кузенов из Фалеза» (откуда родом мать Вильгельма I Завоевателя Герлева, дочь кожевника). Генрих просто рассмеялся и примирился с епископом. Хью Линкольнский был образцовым епископом, постоянно путешествовал по своей епархии и проявлял милосердие. Он значительно повысил качество обучения в соборной школе и защищал евреев, большое количество которых проживало в Линкольне, от гонений в начале правления Ричарда I.
Линкольнский собор был сильно повреждён землетрясением в 1185 году, и Хью взялся его восстанавливать и расширять; тем не менее, он умер до того, как собор был полностью отреставрирован. В 1194 году он расширил церковь Святой Марии Магдалины в Оксфорде. Вместе с епископом Солсбери Герберт, Хью противился требованию короля предоставлять 300 рыцарей для годовой службы во французских войнах; в результате весь доход обоих монастырей был конфискован короной.
Будучи одним из главных епископов королевства Англии, Хью неоднократно отправляли с дипломатическими миссиями во Францию при Ричарда, а затем и при короле Иоанне; поездка в 1199 году фатально подорвала его здоровье. Он освятил церковь Святого Эгидия в Оксфорде в 1200 году. Несколько месяцев спустя, во время посещения церковного собора в Лондоне, епископ заболел и умер через два месяца, 16 ноября 1200 года. Он был похоронен в Линкольнском соборе.
Епископ Хью отвечал за строительство первого (деревянного) епископского дворца в Бакдене в графстве Кембриджшир, на полпути между Линкольном и Лондоном. В последующие века дворец был значительно расширен, а в 1475 году была добавлена высокая кирпичная башня, крепостные стены и ров. До 1842 года он использовался епископами. Дворец, ныне известный как замок Бакден, принадлежит кларетинцам и используется как дом отдыха и конференц-центр. На его территории находится католическая церковь, посвящённая святому Хью.

## Почитание
Хью Линкольнский был канонизирован папой Гонорием III 17 февраля 1220 года. Является покровителем болеющих (в особенности детей), сапожников и лебедей
Житие Хью было составлено его капелланом Адамом из Эйншема, монахом-бенедиктинцем и его постоянным спутником; рукопись хранится в Бодлианской библиотеке в Оксфорде. Его рифмованная обработка, сохранившаяся в другой рукописи из Британской библиотеки, приписывается монаху Глостерского аббатства Грегори Кергвентскому.
В деревне Авалон в 1895 году картезианцы возвели в честь святого круглую башню в неоготическом стиле на месте замка, в котором он родился.
Святому посвящены католические церкви в замке Бакден и близлежащем Сент-Ниутс. В Линкольне и по всей Англии есть множество приходских церквей, посвящённых святому Хью. В США ему посвящён ряд епископальных церквей: в Иллинойсе, Вашингтоне, Нью-Йорке, Висконсине и Флориде.
В честь Хью Линкольнского назван колледж Святого Хью в Оксфорде, где на лестнице библиотеки Говарда Пайпера статуя установлена святого 1926 года. В правой руке святой держит изображение Линкольнского собора, а левой гладит голову лебедя.